# 朝鮮総督府鉄道パシシ形蒸気機関車
朝鮮総督府鉄道パシシ形蒸気機関車は、かつて日本統治時代の朝鮮で朝鮮総督府鉄道が使用した旅客用テンダ式蒸気機関車である。形式称号の「パシシ」とは、ホワイト式車輪配置4-6-2（日本式2C1、アメリカ式「パシフィック」）の第4形式であることを意味する。

## 概要
1927年（昭和2年）から1940年（昭和15年）にかけて72両が製造された、過熱式単式2気筒の朝鮮総督府鉄道を代表する旅客用蒸気機関車である。そのほか、中国の華中鉄道に1942年（昭和17年）から1943年（昭和18年）にかけて10両の同形機が納入されており、本形式は合計82両製造されたことになる。
本形式は、同時期に製作されたミカサ形やテホロ形とともに朝鮮総督府総督府鉄道が独自に設計開発した最初の形式で、共通のデザインラインを持つほか、部品においても共通化を図っている。また、朝鮮の鉄道事情に十分配慮して設計されているため、非常に使いやすい機関車となった。特にボイラーは、朝鮮産の熱量の低い褐炭使用に対応して広火室としたほか、石炭の十分な燃焼を図るため、煙管数やその長さを減らして燃焼室を設けている。これによりボイラーの効率の向上が図られている。内地の蒸気機関車で燃焼室が採用されたのは、1943年（昭和18年）から製造されたD52形まで待つことになる。
形態的にはアメリカタイプであり、第1缶胴上に砂箱、第2缶胴上に蒸気ドームを設けている。ランボード前端部は円弧を描いて前端梁に繋がっており、煙室側面から前端梁にブレースが渡されているのが特徴的である。ボイラーの火室は、従輪上に置かれている。初期製造の4両とそれ以降の製造車では煙突と蒸気ドームの形態が若干異なり、ランボード前端部の形状も直線状に変更され、除煙板が装備された。炭水車は、ベッテンドルフ式ボギー台車を2個履く4軸式のものである。
また、1936年（昭和11年）製の4両（981 - 984）は、京釜線に設定された特別急行列車「あかつき」の専用牽引機として、特別装備で落成している。具体的には、煙突から運転台までのボイラー上部機器を一体のカバーで覆い、鉄道省のD51 22・23のような形状とされている。その他、運転台は密閉式とされ、前照灯は煙室扉中央部に装備されている。また、従輪や炭水車の軸受もコロ式となっている。

## 製造
当初の形式称号は、パシシ形と表記され、1938年（昭和13年）4月までに落成した20両は、971 - 990と付番された。1938年の称号規程改正により形式に車番を付加する方式に変更されたため、パシシ1 - パシシ20に改番された。それ以降の落成車はこの方式により付番されている。

### 朝鮮総督府鉄道
- 1927年（昭和2年）
  - 971 - 974 → パシシ1 - パシシ4 : 川崎車輛（製造番号 1184 - 1187）
- 1934年（昭和9年） 
  - 975 - 980 → パシシ5 - パシシ10 : 川崎車輛（製造番号 1508 - 1513）
- 1936年（昭和11年）
  - 981 - 984 → パシシ11 - パシシ14 : 川崎車輛（製造番号 1709, 1710, 1736, 1737）
- 1937年（昭和12年）
  - 985 - 990 → パシシ15 - パシシ20 : 川崎車輛（製造番号 1779 - 1782, 1836, 1837）
- 1939年（昭和14年）
  - パシシ21 - パシシ46 : 川崎車輛（製造番号 2047 - 2051, 2057 - 2061, 2100 - 2107, 2183 - 2190）
- 1940年（昭和15年）
  - パシシ47 - パシシ64 : 川崎車輛（製造番号 2221 - 2107, 2183 - 2190, 2221 - 2224, 2241 - 2244, 2263 - 2266, 2291 - 2293, 2300 - 2302）
  - パシシ65 - パシシ72 : 日本車輌製造（製造番号 847 - 854）

### 華中鉄道
- 1942年（昭和17年）
  - パシシ11 - パシシ15 : 川崎車輛（製造番号 2666 - 2670）
- 1943年（昭和18年）
  - パシシ16 - パシシ19, パシシ110 : 川崎車輛（製造番号 2797 - 2801）

## 主要諸元
- 全長 : 22,052mm
- 全高 : 4,500mm
- 軌間 : 1,435mm
- 車軸配置 : 4-6-2(2C1)
- 動輪直径 : 1,750mm
- 弁装置 : ワルシャート式
- シリンダー（直径×行程） : 580mm×660mm
- ボイラー圧力 : 13.0kg/cm²
- 火格子面積 : 4.75m²
- 全伝熱面積 : 176.1m²
- 過熱伝熱面積 : 61.5m²
- 煙管蒸発伝熱面積 : 55.0m²
- 火室蒸発伝熱面積 : 14.8m²
- 大煙管（直径×長サ×数） : 137mm×4,968mm×28本
- 小煙管（直径×長サ×数） : 51mm×4,968mm×120本
- 機関車運転整備重量 : 91.8t
- 機関車空車重量 : 82.00t
- 機関車動輪上重量（運転整備時） : 54.40t
- 炭水車運転整備重量 : 65.80t
- 炭水車空車重量 : 25.80t
- 水タンク容量 : 28.0m³
- 燃料積載量 : 14.0t
- 最大シリンダー牽引力 : 14,000kg
- 最大粘着牽引力 : 12,100kg
- ブレーキ装置 : 空気ブレーキ、手用ブレーキ

## 運用
本形式は、旅客用の最新鋭機関車として、京釜線や京義線といった幹線系線区を中心に、朝鮮全土で使用された。また、前述のように特別急行列車「あかつき」をはじめとして急行列車、鮮満連絡列車の牽引にも使用された。太平洋戦争後は南北朝鮮に分かれ、朝鮮戦争の戦禍を経て大韓民国および朝鮮民主主義人民共和国の国鉄で使用された。韓国では、パシ4形として使用されたが、北朝鮮での消息は明らかでない。
華中鉄道では、旧鉄道省C51形のパシナ形や南満州鉄道パシロ形と同形のKC100形とともに使用された。線路事情の悪い華中鉄道では、軸重の軽い本形式は使いやすかったようである。戦後は、中華民国に接収された後、中華人民共和国国鉄に引き継がれ、勝利12型（SL12型）として1980年代まで使用された。中華民国の接収時点で、パシコ形と改称されていたようである。

## 保存
韓国国内に保存機はない。中国国内では、勝利12型としてSL12890が中国鉄道博物館に保存されている。